# Annette Huygens Tholen
Annette Huygens Tholen (heute Annette Lynch; * 1. Januar 1966 in Brisbane) ist eine ehemalige australische Beachvolleyballspielerin.

## Karriere
Huygens Tholen spielte ihre ersten internationalen Turniere 1993/94 mit Kerri Pottharst. Neben den Top-Ten-Ergebnissen bei Open-Turnieren erreichte das Duo einen fünften Rang beim Grand Slam in Carolina. Mit ihrer neuen Partnerin Jacqui Vikosa erreichte Huygens Tholen zweimal den 13. Platz auf der World Tour. 1996 und 1997 trat sie mit Angela Clarke an. Clarke/Huygens wurden im ersten Jahr Fünfte in Busan und dreimal Neunte. 1997 gelang ihnen unter anderem ein siebter Rang in Osaka. Außerdem nahmen sie an der ersten offiziellen Weltmeisterschaft in Los Angeles teil; dort belegten sie den 17. Platz.
1998 bildete Huygens Tholen ein neues Duo mit Sarah Straton. Im ersten gemeinsamen Jahr wurden Straton/Huygens Siebte in Espinho und Neunte bei den Open-Turnieren in Marseille und Dalian. 1999 nahmen sie an der WM in Marseille teil und erreichten den 13. Platz. Im Jahr 2000 gelang ihnen keine Top-Ten-Platzierung. Trotzdem nahmen sie an den Olympischen Spielen in Sydney teil. Nach der Auftakt-Niederlage gegen das US-Duo Davis/Jordan mussten sie sich auch dem deutschen Team Friedrichsen/Müsch geschlagen geben und beendeten das Turnier auf dem 19. Rang.
2002 spielte Huygens Tholen mit Nicole Sanderson. Bei Open-Turnieren wurde das Duo Fünfter in Montreal sowie jeweils Neunter in Madrid und Osaka. Außerdem absolvierten sie die Grand Slams in Marseille und Klagenfurt.
Nach dem Ende ihrer sportlichen Karriere begann Huygens Tholen eine Tätigkeit als Motivationstrainerin. In Vorträgen spricht sie darüber, wie man auch abseits des Sports erfolgreich auftreten kann.